# Dorra (district)
Dorra   este unul din cele 11 districte ale Republicii Djibouti.